# Dialogus
 (février 2020).
Si vous disposez d'ouvrages ou d'articles de référence ou si vous connaissez des sites web de qualité traitant du thème abordé ici, merci de compléter l'article en donnant les références utiles à sa vérifiabilité et en les liant à la section « Notes et références ».
Dialogus était un site web créé en 1999 par Sinclair Dumontais et René Pibroch. Il a disparu en 2019.
Il s'agissait d'un forum public offrant prétendument aux visiteurs la possibilité de communiquer avec des individus qu'ils ne pourraient pas matériellement contacter par ailleurs : des personnalités historiques disparues ou de grands personnages de fiction universels.
Pour éclaircir ce paradoxe, Dialogus explique que les personnalités s'exprimaient non pas post-mortem, mais plutôt depuis un certain point du temps — dont elles fournissaient la date dans une « lettre d'acceptation » chapeautant leur correspondance — et commentent la réalité à partir de ce moment précis.
Parfois incisives dans leurs échanges avec les visiteurs, un des traits caractérisant généralement les personnalités de Dialogus était qu'elles ne se reconnaissaient qu'avec difficulté dans le stéréotype historique qu'elles étaient devenues, et auquel leurs correspondants tendaient parfois à les confronter. Les anachronismes étaient autorisés de façon contrôlée, attendu que Dialogus « fournissait » parfois certaines informations privilégiées à ses personnages, de sorte qu'ils avaient les moyens de prendre position à leur aise sur le monde actuel.
C'étaient en réalité des animateurs de plusieurs pays francophones qui participaient à ce projet original et frondeur de pastiche littéraire. Leur ambition était de rendre l'Histoire accessible de manière vivante et chaleureuse, tout en conservant une rigueur exemplaire.

## À côté du site...
Deux réalisations venaient compléter le site, dans le sens où les contenus étaient inédits et n'étaient  en rien de simples reprises :
- Une série d'interviews sur Radio Canada met en paroles certains personnages : Antigone, Aphrodite, Bakounine, Erzsébet Báthory, Céline, Gandhi, Sacha Guitry, Sherlock Holmes, Gaston Lagaffe, Machiavel, Karl Marx, Jim Morrison, Louis-Joseph Papineau, Ponce Pilate, Saint-Exupéry, Shakespeare, le Soldat inconnu, J. R. R. Tolkien.

- Une « collection Dialogus » a été éditée en librairie, comprenant déjà cinq volumes :
  -  (ISBN 2-89428-762-3) Entretiens avec trois couronnes
    - Napoléon Bonaparte, Louis XIV, l'Impératrice Sissi

  -  (ISBN 2-89428-754-2) Entretiens avec cinq écrivains 
    - Louis-Ferdinand Céline, Simone de Beauvoir, Sacha Guitry, Antoine de Saint-Exupéry, William Shakespeare

  -  (ISBN 2-89428-755-0) Entretiens avec trois hommes d'État contemporains
    - Maurice Duplessis, Charles de Gaulle, Yitzhak Rabin

  -  (ISBN 2-89428-811-5) Entretiens avec quatre philosophes
    - Socrate, Machiavel, Karl Marx, Friedrich Nietzsche

  -  (ISBN 2-89428-810-7) Entretiens avec trois géants de la chanson française
    - Léo Ferré, Georges Brassens, Jacques Brel